# Spoorlijn Titisee - Seebrugg
De spoorlijn Titisee - Seebrugg ook wel (Duits: Dreiseenbahn of Drei-Seen-Bahn) genoemd is een Duitse spoorlijn als spoorlijn DB4301 onder beheer van DB Netze tussen de Titisee en Seebrugg in het Duitse Zwarte Woud.

## Geschiedenis

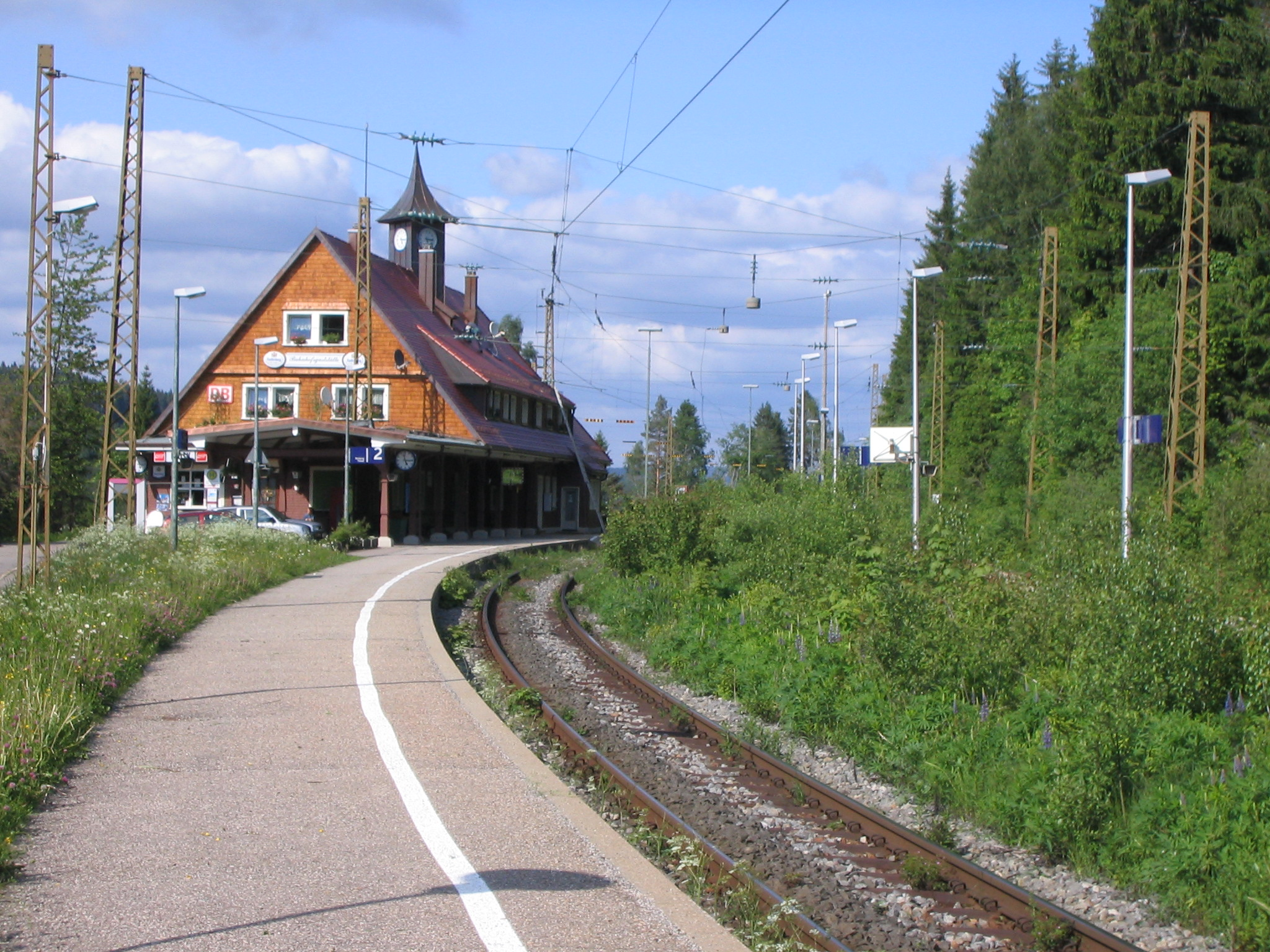
station Feldberg-Bärental

### Plannen
De concessie voor dit traject werd op 22 juli 1912 verstrekt aan de Badischen Staatseisenbahnen. De werkzaamheden die in 1913/1914 begonnen werden door het uitbreken van de Eerste Wereldoorlog opgeschort.
Het traject werd op 5 oktober 1924 geopend door Reichsverkehrsminister Rudolf Oeser en pas in november 1925 vrijgegeven voor het vervoer van goederen en personen.

## Treindiensten

### DB
De Deutsche Bahn verzorgt het personenvervoer op dit traject met RE / RB treinen.

### Verein IG 3Seenbahn e.V.
De Verein IG 3Seenbahn e.V. heeft het oog laten vallen op dit traject tussen Seebrugg en Titisee en het traject van de Höllentalbahn tussen Hinterzarten – Neustadt (Schwarzw) – Löffingen voor het laten rijden van toeristische stoomtreinen. Voor dit doel werd in Seebrugg het emplacement overgenomen van DB. Ook werd van de DB de locomotiefloods van Titisee gekocht om deze te verplaatsen naar Seebrugg.

## Aansluitingen
In de volgende plaatsen was of is er een aansluiting van de volgende spoorwegmaatschappijen:

### Titisee
- Höllentalbahn spoorlijn tussen Freiburg en Donaueschingen

## Elektrische tractie
Het traject werd in 1933 als proef geëlektrificeerd met een spanning van 20.000 volt 50 Hz wisselstroom.
Dit traject werd in 1956 omgebouwd de gangbare spanning van 15.000 volt 16 2/3 Hz wisselstroom.